# TeXPoint
TexPoint は Microsoft PowerPoint と Word のアドインである。これを使うと、LaTeX の記号や数式を PowerPoint ファイルやWord文書に簡単に挿入することができるようになる。
バージョン2.0.3まではフリーウェアであったが、それ以降のバージョンはシェアウェアとして配布されている。2.0.3は現在は配布されていない。
このアドインに替わる無償サービスとして、TeXclip というWebアプリケーションが公開されている。また、OpenOffice.org 用には類似の OOoLatex という拡張も開発されている。